# Drosophila canalinioides
Drosophila canalinioides är en tvåvingeart som beskrevs av William Morton Wheeler 1957. 
Drosophila canalinioides ingår i släktet Drosophila och familjen daggflugor. Artens utbredningsområde sträcker sig från El Salvador till Venezuela.